# عد تنازلي
عد تنازلي هو حساب سلسلة أرقام تنازليا إلى الصفر. وغالبا يحدث شيء ما عند انتهاء العداد.

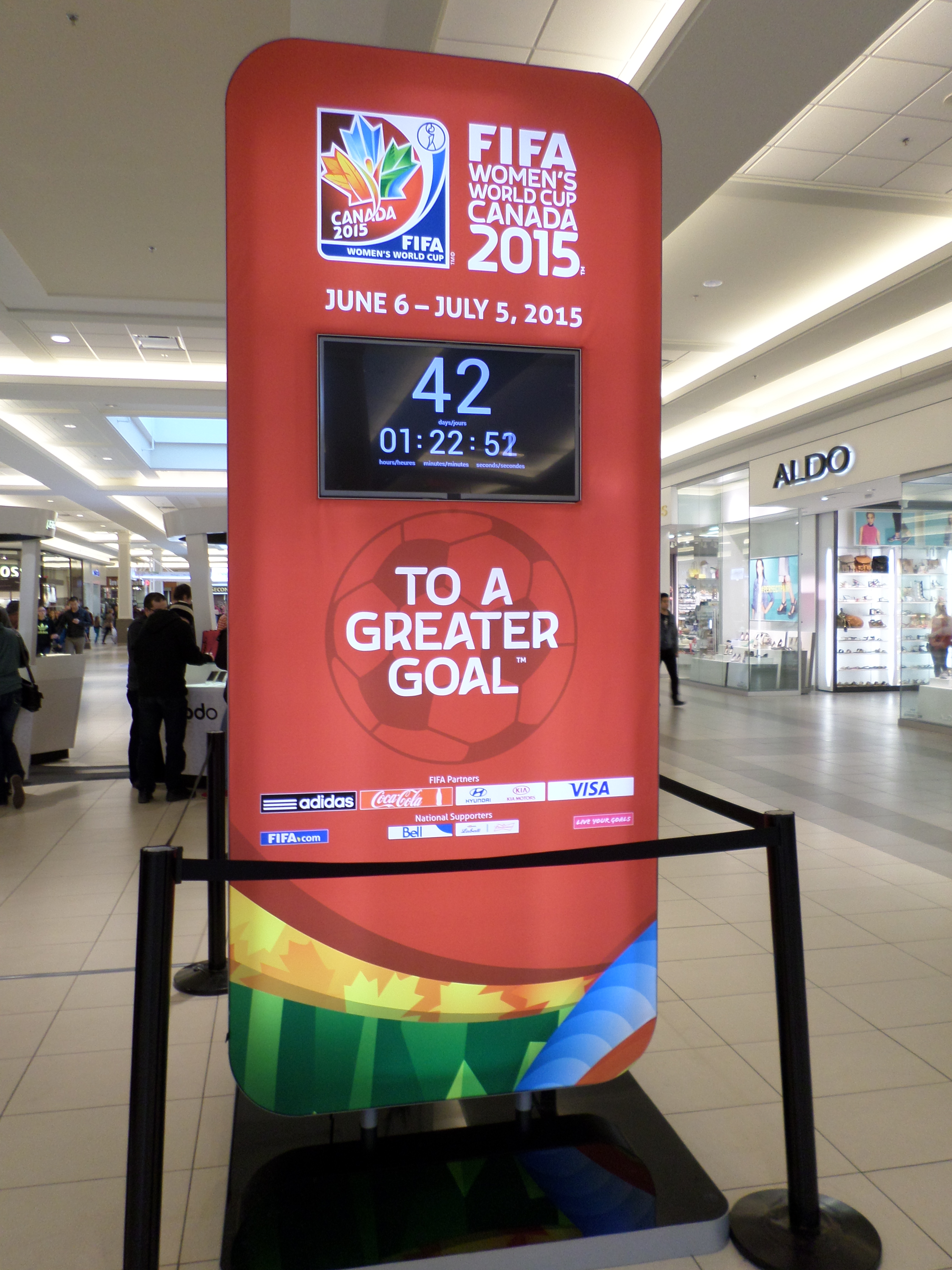
عد تنازلي لبطولة كأس العالم لكرة القدم للسيدات 2015

## أمثلة
هذه قائمة من الأحداث التي يستخدم فيها العد التنازلي.
- بدء السنة الميلادية
- إطلاق الصواريخ للفضاء